# Trifești (Arada község)
Trifești románul: Trifești, falu Romániában, Erdélyben, Fehér megyében. Közigazgatásilag Arada községhez tartozik.

## Fekvése
Arada mellett fekvő település.

## Története
Trifeşti korábban Arada része volt. Különvált Dârlești és Petreasa.
1956 körül vált külön településsé 382 lakossal.
1966-ban 186, 1977-ben 180, 1992-ben 108, a 2002-es népszámláláskor pedig 105 román lakosa volt.